# Cuando toca la campana
Cuando Toca la Campana é uma série de televisão argentina, e  versão latinoamericana de As the Bell Rings. O elenco é composto por Mariana Magaña, Eva Quattrocci, Nicole Luis, Jorge Blanco, Leonel Deluglio, Diana Santos, Julio Graham, Gerardo Velázquez e Stephie Camarena. A série segue as aventuras dos protagonistas com humor, drama, música e romance. Produzido por Cristal Liquido Produções, com produção Executiva de Thor Medeiros.

## Personagens
| Ator               | Personagem |
| ------------------ | ---------- |
| Mariana Magaña     | Barbi      |
| Eva Quattrocci     | Paola      |
| Nicole Luis        | Lúcia      |
| Jorge Blanco       | Pablo      |
| Leonel Deluglio    | Miguel     |
| Diana Santos       | Ana        |
| Julio Graham       | Rodrigo    |
| Gerardo Velázquez  | DJ         |
| Stephanie Camarena | Natalia    |

### Participações Especiais
Matias interpretado por Walter Bruno
Michelle interpretada por Valeria Baroni
Samantha interpretada por Paulina Holguin
Enrique Edward John Defet intepretado por Roger González
Juliana interpretada por Pamela Otero
Jennifer interpretada por María Clara Alonso
Super T interpretada por Candela Vetrano
Ramiro interpretado por Santiago Stieben

## Episódios
| Temporada | Temporada | # Episódios | Início de Temporada     | Final de Temporada     |
| --------- | --------- | ----------- | ----------------------- | ---------------------- |
|           | 1         | 38          | 20 de Fevereiro de 2011 | 31 de Dezembro de 2011 |
|           | 2         | 30          | 31 de março de 2012     | 22 de Dezembro de 2012 |